# Akira Yamaoka
 (août 2021).
Si vous disposez d'ouvrages ou d'articles de référence ou si vous connaissez des sites web de qualité traitant du thème abordé ici, merci de compléter l'article en donnant les références utiles à sa vérifiabilité et en les liant à la section « Notes et références ».
Akira Yamaoka (山岡晃, Yamaoka Akira), né le 6 février 1968 à Niigata, est un compositeur japonais de musiques et de sons de jeu vidéo.

## Biographie
Il naît le 6 février 1968 à Niigata, au Japon.
Il ne s'engage pas dès le départ dans une carrière musicale, ce n'est qu'après avoir fait les Beaux-Arts de Tokyo qu'il rejoint Konami le 21 septembre 1993.
Après avoir composé quelques musiques de jeux sur Famicom et Mega Drive, il est en 1999 responsable des sons et des musiques du jeu d'horreur Silent Hill sur PlayStation. Akira crée un univers sonore dérangeant et glauque mais surtout se voulant original et surprenant. Akira aime s'amuser à faire peur aux joueurs, il crée des bruitages qui stimulent leur imagination de par leur étrangeté, et évoquent des choses encore plus horribles que celles présentes à l'écran. Akira Yamaoka dit aussi chercher à créer des bruitages qui semblent émaner de l'intérieur de notre corps. On peut y voir un parallèle avec l'une des caractéristiques de la ville fictive donnant son nom au jeu qui matérialise les démons intérieurs des personnages l'occupant.
Une importante partie de ses compositions musicales sont des musiques d'ambiance dénuées de mélodie mais composées de bruits étranges créant une atmosphère oppressante ; bien que, comme le dit Akira Yamaoka, la musique n'est pas que mélodie il en crée aussi, notamment des thèmes musicaux assez rock parfois chantés. Ces mélodies tristes posées sur des rythmes forts ont la particularité d'être plus que des simples thèmes de jeu. En effet les paroles mélancoliques des chansons portent souvent en elles une des significations cachées du jeu (par exemple Room of Angel de Silent Hill 4: The Room). Il travaille en particulier avec l'actrice et chanteuse Mary Elizabeth McGlynn, qui interprète ses chansons.
À partir de Silent Hill 3, il devient producteur de la série et contribue donc en plus de la partie sonore à d'autres aspects de la série dont le scénario.
En 2006, il est aussi le compositeur de Silent Hill, l'adaptation cinématographique de Silent Hill réalisée par le français Christophe Gans qui intègre quelques-unes des mélodies de la série.
En janvier 2006, Akira Yamaoka sort son 1er album solo : iFuturelist.
Fin 2009, il quitte l'éditeur de jeux vidéo Konami et n'est donc plus lié à la série Silent Hill. Le dernier Silent Hill auquel il aura travaillé est Silent Hill: Shattered Memories, développé par Climax.
Début février 2010, Akira Yamaoka annonce qu'il va désormais travailler avec le développeur de jeux vidéo Grasshopper Manufacture, responsable entre autres de jeux tels que Killer7 ou encore No More Heroes. Son premier projet au sein de la société fut Shadows of the Damned dont le directeur exécutif sera Suda51 et le producteur Shinji Mikami.
Akira Yamaoka a récemment composé les musiques d'un spin-off de Snatcher s'intitulant Sdatcher. L'album est sorti le 14 décembre, sur la boutique en ligne de Konami.
En février 2012, est sorti l'un des projets phares de Suda 51, Lollipop Chainsaw, dont Akira Yamaoka aura composé de nombreux morceaux de la bande sonore, avec la complicité de Jimmy Urine (voix de l'un des boss de Lollipop Chainsaw, Zed).
Il remixera également une piste du groupe japonais Dir en grey.
Il a récemment travaillé avec Jeff Dana sur la bande son du film Silent Hill: Revelation 3D, pour lequel il remixe quelques thèmes de la série plutôt que d'en composer réellement.
En 2016, il compose et produit l'album Yuigon Zakura  avec l'artiste japonaise En Mo Takenawa.
En 2020, il travaille avec Arkadiusz Reikowski sur la musique du jeu The Medium, développé par le studio polonais Bloober Team. Parallèlement, il compose la musique de la série télévisée d'animation du studio Trigger, Cyberpunk: Edgerunners, basé sur le jeu Cyberpunk 2077. La série est diffusée sur Netflix en 2022.

## Discographie sélective

### Bande originale de jeux vidéo
- 1991 : Smart Ball
- 1994 : Sparkster
- 1999 : Silent Hill
- 2001 : Silent Hill 2
- 2002 : Silent Hill 3
- 2002 : Shin Contra
- 2004 : Silent Hill 4: The Room Inescapable Rain In Yoshiwara -Special Chapter-
- 2004 : Silent Hill 4: The Room
- 2004 : Dance Dance Revolution EXTREME Limited Edition Music Sampler
- 2004 : DDR Festival Dance Dance Revolution Premium CD
- 2005 : Rumble Roses
- 2005 : Dance Dance Revolution Ultramix 3 Limited Edition Music Sampler
- 2008 : Silent Hill: Origins
- 2008 : Silent Hill: Homecoming
- 2010 : Silent Hill: Shattered Memories
- 2011 : Shadows of the Damned
- 2011 : Sdatcher
- 2012 : Lollipop Chainsaw
- 2013 : Killer is Dead
- 2014 : Ranko Tsukigime's Longest Day
- 2014 : Murasaki Baby
- 2021 : The Medium avec Arkadiusz Reikowski
- 2021 : World of Tanks : Thème de la carte « Safe Haven », avec Andrius Klimka et Andrey Kulik
- 2023 : Decarnation : Soundtrack « Cauchemar »
- 2024 : Silent Hill: The Short Message
- 2024 : Silent Hill 2
- Prochainement : Silent Hill f

### Albums personnels
- 2006 : iFuturelist
- 2012 : Revolucion
- 2016 : Yuigon Zakura

### Autres
- Générique de l'émission 101% de la chaîne Nolife;
- Compositeur de la bande-originale de la série Cyberpunk: Edgerunners (2022) du studio Trigger, inspirée du jeu-vidéo Cyberpunk 2077.
- 2026 : Return to Silent Hill de Christophe Gans